# گونزلی
گونزلی (به ترکی آذربایجانی: Günzəli) یک منطقه مسکونی در جمهوری آذربایجان است که در شهرستان جلیل‌آباد واقع شده‌است. گونزلی ۶۱۷۶ نفر جمعیت دارد.